# Östergötland-Klasse
Die Östergotland-Klasse war eine Klasse von Zerstörern der schwedischen Marine aus den späten 1950er-Jahren. Sie besteht aus dem Typschiff Östergötland (J20) und drei weiteren Einheiten. Diese Schiffe waren kleiner, als die vorhergehenden Schiffe der Halland-Klasse. Im Jahr 1982 wurden alle Einheiten der Klasse außer Dienst gestellt.

## Schiffe
| Kennung | Name             | Bauwerft             | Indienststellung | Außerdienststellung |
| ------- | ---------------- | -------------------- | ---------------- | ------------------- |
| J20     | HMS Östergötland | Götavarken, Göteborg | 1958             | 1982                |
| J21     | HMS Södermanland | Eriksberg, Göteborg  | 1958             | 1982                |
| J22     | HMS Gästrikland  | Götavarken, Göteborg | 1959             | 1982                |
| J23     | HMS Hälsingland  | Eriksberg, Göteborg  | 1959             | 1982                |